# Пулинський німецький район
Пул́инський нім́ецький рай́он (нім. Deutscher Kreis Pulin; рос. Пулинский немецкий район)  — адміністративно-територіальна одиниця, німецький національний район Української Соціалістичної Радянської Республіки (УСРР), створений в рамках політики коренізації, з центром у селищі міського типу Пулини, нині — селище міського типу Пулини у Житомирському районі Житомирської області УСРР, що існував у 1930—1935 роках у складі Волинської округи, згодом — пряме підпорядкування УСРР, пізніше — у складі Київської області, а потім — у складі Новоград-Волинської округи Житомирської області УСРР.

## Історія створення
Створений відповідно до постанови ВУЦВК від 20 червня 1930 року та РНК УСРР від 3 квітня 1930 року. До 14 вересня 1930 — у складі Волинської округи.
З вересня 1930 по лютий 1932 підпорядкований центру.
З лютого 1932 по 1935 — у складі Київської області.
Із 1935 — Новоград-Волинської округи Житомирської області УСРР.
В нього були включені 30 сільських рад, які раніше знаходилися не території Пулинського та Володарського районів Волинської округи, а також Барашівського району Коростенської округи.
Територіально межував із Мархлевським польським національним районом.
Створення району було приурочене до XVI з'їзду ВКП(б). Перший розширений пленум району урочисто відкрився 9 серпня 1930. У ньому взяли участь члени райвиконкому, голова комітету незаможних селян, представники скотарсько-виробничих осередків, голови споживчих кооперативів, Молочарспілки, представники громадських і державних орг-цій, представники Волинського окружного виконкому та Волинського окружного комітету КП(б)У, ЦК КП(б)У і ЦКНМ (Ф.Бітнер), військові. Головою району був затверджений Швебер, секретарем — Рабе.
Для республіканського та місцевого керівництва не було секретом, що з господарської та адміністративної точок зору створення району є досить проблемним. Однак воно не зважало на виступи місцевого населення (зокрема с. Солодирів) про складнощі, пов'язані з реорганізацією. У випуску «Радянської Волині», приуроченому до події, зазначалися відсутність культурних і громадських сил, проблеми в сільськогосподарському секторі. З промислових закладів зазначені механізований маслозавод (с. Пошта Рудня), 8 ручних і напівмеханізованих маслозаводів (колонії Стара Буда, Окілок). На час створення р-ну в ньому було 36 колгоспів (об'єднували 9929 га землі, 1617 господарств), з них — 7 німецьких, 2 чеських та 1 єврейський. Передбачалося, що з вирішенням адміністративних проблем українські колгоспи перейдуть до інших адміністративно-територіальних одиниць, німецькі ж колгоспи стануть основою докорінної перебудови економіки району.

## Релігія
Населення району складали послідовники католицизму, лютеранства, православ'я, баптизму і юдаїзму.

## Населення
На момент реорганізації округ густота населення в районі становила 55,7 особи/км², причому 7,9 % людності проживало в міських населених пунктах. Під засівами перебувало 81,3 % землі, з них 79 % становили зернові, 1,4 % — технічні культури (переважно льон). У складі колективних господарств було 4,8 % господарів району, 2,1 % складали пром. робітники. На 100 осіб дорослого населення припадало 95,3 учнів.
Площа району дорівнювала 806 км². До його складу входили 1 селищна, 52 сільські ради, усього — 149 поселень. На 1 січня 1930 населення становило 44 909 осіб, із них — 2,1 % пром. робітників, 94,4 % селян. Письменними були 59,9 % чоловіків, 40,7 % жінок. Німці становили 55 % людності району.
Загалом у районі працювали 53 початкових, 5 семирічних шкіл, школа колгоспної молоді, 3 дитячі майданчики, 12 бібліотек, селищний будинок, клуб, 12 хат-читалень, кіноустановка. Медичне обслуговування населення здійснювали 3 лікарі єдиної лікарні, розрахованої на 13 місць.
Районний центр — селище Пулин — належав до пересічних селищ: його населення 1930 сягнуло 3457 осіб. У ньому діяли 2 семирічки, 1 промисловий заклад із 8-ма працівниками.
У січні 1934 район укрупнився за рахунок приєднання населених пунктів Бабичівка та Будище-Ясне Бабичівської сільради Черняхівського району.
Серед сільських рад Пулинського району було 18 німецьких:
- Олександрівська (Олександрівка (рос. Александровка), Аннополь, рос. Елисаветполь, рос. Киселевка, Людвиковка) (1548/2725 мешканців),
- Будо-Бобрицька (Антоновка, Бобрицкая Гута, Будо-Бобриця, Каролинка) (1767 мешканців),
- Буряківська (Буряківка (рос. Буряковка), Линденталь, Марьянка, Флоровка) (630 мешканців),
- Вольвахівська (Вольвахівка рос. Вольваховка, рос. Добрый Кут, Майхровка) (834 мешканці),
- Видумська (Видумка (рос. Выдумка), Юстиновка) (1022/834 мешканці),
- В'язовецька (Видерно, В'язовець рос. Вязовец) (944 мешканці),
- Габрівська ((Габрівка рос. Габровка), Юзефин, Ягоденка) (734 мешканці),
- Грінтальська (Грінталь (рос. Гринталь), Кутузовка, Неймановка, Рудецкое Будище, Яновка II) (1638 мешканців),
- Крем'янська (Березовка, Крем'янка(рос. Кремянка), Нейдорф-Томар, Эвенталь) (1444 мешканці),
- Курганська (Кургани) (877 мешканців),
- Лісківська (Вишняковка, Ліски, Осовка, Островка) (688 мешканців),
- Пулино-Гутянська (Пулино-Гута), (1548 мешканців),
- Солодирська (Роговка, Солодирі (рос. Солодыри)) (2645 мешканців),
- Сороченська (Сорочень (рос. Сорочин), Ушично) (720 мешканців),
- Старо-Олександрівська (Стара Олександрівка, Ново-Александрівка), (1338 мешканців),
- Цвітянська (Цвітянка) (1225 мешканців),
- Фрайнвальдська (Фрайнвальд) (787 мешканців),

1 єврейська:
- Пулино-Єврейська (1280 мешканців),

1 російська:
- Адамівська (1197 мешканців),

2 польські:
- Кошелівська (2025 мешканців),
- Радецько-Болярська (1197 мешканців);

8 українських:
- Бабичівська,
- Вацлавпільська,
- Мартинівська,
- Мирненська,
- Пулинська (містечко Пулин — районний центр),
- Стрибізька,
- Юлянівська.

З-поміж існуючих у квітні 1934 року 5660 господарств німецькими були 2996 (53 %).

## Економіка
Основу економіки району становило сільське господарство. Головними посівними культурами були жито, озима пшениця, ячмінь, овес, гречка, просо і картопля. Значна роль відводилася і розвитку тваринництва. В районі діяли кілька млинів і невеликих молочно-товарних виробництв.
Скотарсько-молочарський район, зважаючи на плани суцільної колективізації, поділили на 7 виробничих кущів. Планувалося, що Старобудський кущ спеціалізуватиметься на молочному тваринництві та свинарстві, Соколівський — вирощуванні молодняку; Мартинівський і Старчанський — молочарстві, свинарстві, хмільництві, птахівництві, Курненський дорощуватиме вибракуваний молодняк, Пулинський спеціалізуватиметься на птахівництві, городництві, садівництві та молочарстві; Черемошанський мав стати центром племінного скотарства та свинарства, вирощування хмелю.
У 1930 р. в районі почала здійснюватися масова колективізація. Однак більшість населення різко негативно поставилося до усуспільнення своїх господарств. Станом на 1 жовтня 1930 в колгоспах з 6587 бідняцко-середняцьких господарств складалося лише 594 (9 %). Незважаючи на всі жорсткі заходи влади до жовтня 1931 році в колгоспах вдалося об'єднати тільки 27,6 % господарств. Спочатку було створено 17 артілей і 2 комуни. Вони мали 50,9 % всієї орної землі, 25 % коней і 10,7 % корів. До весни 1934 р з 5660 господарств до складу 60 колгоспів входили 2758 (48,7 %). Усуспільненої землі в колективному секторі налічувалося 25 907 гектарів (68,4 % від загального числа), робочих коней — 1737. Місцева МТС, яка мала у своєму розпорядженні 21 трактором і більш ніж 50 сівалками, обслуговувала 29 колгоспів (бл. 13 тис. Га орної землі).
Внаслідок поганої організації праці в колгоспах врожайність культур різко знизилася. У 1931 р. урожай жита становив лише 4,3 центнерів з гектара, озимої пшениці — 5,3, ячменю — 4,9, вівса — 4,4, гречки — 5,2, проса — 6, картоплі — 81. У 1932 було зібрано жита 3 центнери з гектара, озимої пшениці — 2,7, ячменю — 8, вівса — 2,3, проса — 7,4, картоплі — 78. Лише в 1933 р. врожайність по деяких культурах почала підвищуватися: жита було зібрано 5,2 центнера з гектара, вівса — 4,6, озимої пшениці — 5,8. Погано було організовано догляд за кіньми.
До весни 1934 р 50-60 % відсотків з них знаходилися в виснаженому стані. Загальний план весняного посіву становив 20 100 га (в тому числі 6700 га припадало на частку одноосібників). До 10-квітня 1934 року було засіяно лише 16,5 % планових посівних площ. Вкрай низькою була вартість трудодня в колгоспах. У 1931 р в грошовому вираженні вона становила 31,5 коп., А в натуральному — 745 г хліба, в 1932 р, відповідно, 42 коп. і 565 г, в 1933 р — 32,5 копійок і 1150 р Більшість колгоспів району не змогли розрахуватися з колгоспниками за 1932—1933 рр. Загальна сума заборгованості становила св. 260 тис. Руб. До весни 1934 економічне становище в районі значно погіршився, в результаті чого там виник продовольча криза. З району почався масовий виїзд населення. Тільки за період з 1 серпня 1933 по 15 березня 1934 року його покинуло 826 сімей, з них 537 одноосібників і 289 колгоспників. Це становило 14 % від загальної кількості господарств. Велика частина тих, хто виїхав сімей прямувала в німецькі поселення Дніпропетровської області. Голодуючому населенню району в 1934 була надана велика продовольча допомога з-за кордону, головним чином з Німеччини; в квітні цього року її отримували 3892 сім'ї (з них лише 2996 німецьких).

## Політика та політичні репресії
Районна організація КП(б)У в квітні 1934 року нараховувала 65 членів, 52 кандидата і 22 співчуваючих. З них німців було 35 %, українців — 33 %, євреїв — 16 %, росіян — 9 %. З 1930 р. по жовтень 1935 року в Пулині видавалася газета «Der Sozialistische Umbau», друкований орган місцевих районних партійного і виконавчого комітетів.
Виношувані на початку 1930-х років радянсько-партійним активом плани перебудови соціально-економічного життя району в контексті колективізації не справдилися. Здійснення планів суцільної колективізації наразилося на сильний опір місцевого населення, який був доволі стійким завдяки поширенню хутірської системи землекористування, що досить складно піддавалася усуспільненню. Перший натиск колективізаційної кампанії був відбитий: упродовж 1-ї половини 1932 відсоток колективізації в районі знизився з 80 до 35 %. Місцеві органи влади при виконанні планів хлібозаготівель масово застосовували методи соціального та фізичного насилля до непокірного одноосібного селянства. Відомості про голодування селян мали місце 1931, оскільки хлібозаготівлі виконувалися за рахунок посівного матеріалу. Багато хто із селян розпродував худобу і майно та безслідно зникав із району. Інші ставали на шлях організованої протидії заходам радянських властей чи індивідуального терору. Так, у Пулинському та Черняхівському районах Г. Мерк, Ф. Лаговський та інші організували для розправи з комуністами групу із 30—35 осіб.
Селяни здійснювали спроби добитися легального виїзду із СРСР, загалом на Волині впродовж 1932 року 70 колоністів були засуджені за спроби отримати німецьке громадянство. Щомісячно кілька десятків осіб затримували при спробі нелегально перейти радянський кордон.
З початку 1934 р. в районі почалися політичні репресії. Насамперед політичних репресій зазнала місцева інтелігенція. 1934 були заарештовані директор та викладачі німецької школи, яких звинуватили в націоналістичній та контрреволюційній агітації, шкідництві господарській розбудові району. Впродовж одного лише січня 1934 в районі були звільнені 29 робітників німецьких шкіл, оголошених «класово-ворожим елементом».
В січні цього року У березні 1935 р. засуджені до різних термінів ув'язнення за підозрою в приналежності до «фашистського угруповання» раніше заарештовані 12 осіб, яких звинувачували в поширенні «гітлерівської допомоги» і формуванні «фашистських кадрів» за дорученням нібито секретаря німецького консульства в Києві.

## Ліквідація району
Згортання національних районів стало закономірним етапом трансформації політичної системи в СРСР. Національні райони підпали під нищівний удар суцільної колективізації. Упродовж першої половини 1930-х рр. опір етнічних громад у переважній більшості регіонів був подоланий. Найбільш запеклим він виявився в німецьких та польських адміністративно-територіальних одиницях. Нагнітання масової шпигуноманії спричинило розробку Кремлем проектів фронтальних зачисток кордонів СРСР.
Переважна більшість німецьких районів була організаційно й кадрово розгромлена внаслідок репресій 1933—35 у середовищі колгоспного керівництва, районної адміністрації, культосвітніх працівників, духовенства. Претензії більшовицького проводу до національних районів полягали в буксуванні темпів колективізації (це стосувалося передовсім Пулинського та Мархлевського районів) і хлібозаготівель.
Постанови ЦК КП(б)У «Про німецькі райони» (грудень 1934), «Про Мархлевський та Пулинський райони» (серпень 1935), які обґрунтовували загальнодержавну шовіністичну кампанію так званої боротьби з націоналізмом та фашизмом, передували ліквідації найбільш «проблемних» національних адміністративно-територіальних одиниць. 20 грудня 1934 ЦК КП(б)У прийняв постанову «Про переселення з прикордонних районів», а вже в січні 1935 з України депортували 9470 господарств (близько 40 тис. осіб). Постанова політбюро ЦК КП(б)У «Про переселення польських та німецьких господарств з прикордонної смуги» (листопад 1935) ініціювала виселення з Київської та Вінницької областей ще 6—7 тис. господарств. Після здійснення названих заходів Пулинський та Мархлевський райони навіть у демографічному плані втратили ознаки національних.
У 1935 р. Пулинський район був ліквідований «в зв'язку з економічною слабкістю», «незручністю обслуговування МТС колгоспів, а також адміністративною черезполосицею» за постановою Політбюро КП(б)У «Про Мархлевський і Пулинський райони» від 17 вересня 1935 року і за постановою ВУЦВК під аналогічною назвою від 3 жовтня 1935 р. (та затверджений Постановою ЦВК СРСР від 17 жовтня 1935 р.) Насправді Мархлевський польський та Пулинський німецький райони були ліквідовані за очевидними політичними мотивами[джерело?].